# Шкоти
Шкоти (понекад и као Шкотланђани; шкот. Scots Fowk, Scots, шкотгел. Albannaich) су нација и етничка група која претежно живи у Шкотској, то јест на северу Велике Британије и оближњих острва. Историјски гледано, настали су спајањем два келтска народа - Пикта и Гела - који су основали Краљевство Шкотска (Алба) у 9. веку. Касније, суседни Брити, као и германска племена Англосаксонци и Нордијци, укључени су у шкотску нацију.
У данашњој употреби појам Шкоти се користи за свакога ко лингвистички, културолошки и/или поријеклом има везе са Шкотском. Латински ријеч Scotti првобитно се односила на Геле, али је касније почела означавати сво становништво Шкотске.
Шкотска има око 5,3 милиона становника, што је 9% становништва Уједињеног Краљевства. Велика већина њих, 65%, живи у Средњој долини (Central Lowlands). 
Као етничка група, стари Шкоти су били народ келтског порекла, блиски Ирцима и Велшанима. Међутим, данашњи Шкоти су мешаног келтско-германског порекла. Сматра се да људи чије је порекло из Шкотске има 28-40 милиона у свету, од тога највише у Шкотској, САД, Канади, Аустралији и на Новом Зеланду. 
Главни језик Шкота је дијалекат енглеског језика, а 1,5% њих говори шкотски гелски језик.
Већина Шкота су протестанти, док католици чине 15% становништва.